# Leandro Vega
Leandro Sebastián Vega (José C. Paz, 27 maggio 1996) è un calciatore argentino, difensore dell'Almirante Brown.

## Caratteristiche tecniche
Può essere impiegato sia da difensore centrale che da terzino sinistro.

## Carriera

### Nazionale
Viene convocato per le Olimpiadi 2016 in Brasile.

## Palmarès

### Club

#### Competizioni internazionali
- Coppa Sudamericana: 1

River Plate: 2014
- Recopa Sudamericana: 1

River Plate: 2015
- Copa EuroAmericana: 1

River Plate: 2015

#### Competizioni nazionali
- Copa Argentina: 1

River Plate: 2015-2016

### Nazionale
- Campionato sudamericano Under-17: 1

2013
- Campionato sudamericano Under-20: 1

2015